# Mitsubishi Kasei
Le Mitsubishi Kasei (火星 : Mars) était un moteur d'aviation utilisé par la marine japonaise et l'armée japonaise lors de la Seconde Guerre mondiale.
Il était également connu sous le nom de MK4, Ha-101 puis [Ha-32] et équipait un grand nombre d'appareils tels que le Mitsubishi J2M, le Mitsubishi G4M. C'était un moteur à 14 cylindres en double étoile refroidi par air développant des puissances importantes entre 1 500 et 1 800 ch. Son usage initial était prévu pour des bombardiers et gros hydravions mais il fut utilisé sur l'intercepteur J2M avec un certain succès.

## Conception

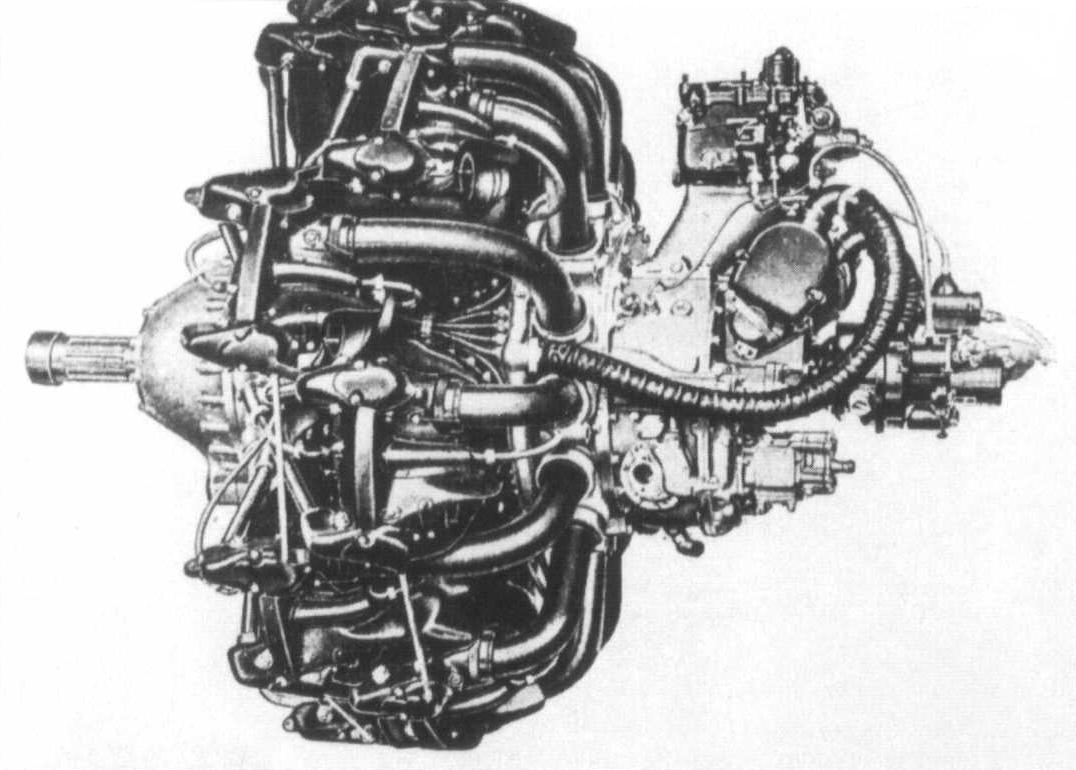
Kasei 11

Le Kasei était un moteur de grande puissance et donc de grosse cylindrée développé initialement pour des bombardiers de la Marine. Il était un dérivé lointain du Kinsei.
La cylindrée était de  42 litres (150x170) et le poids de 780 kg.
Au début de la série, la puissance était de 1 530 ch, puis, grâce à l'amélioration du compresseur et l'injection d'eau, la puissance progressa jusqu'à 1 850 ch.
Pour améliorer les performances à haute altitude sur le chasseur J2M5, Mitsubishi utilisa un compresseur à 3 étages sur la variante -26a et un turbocompresseur sur la variante 23c.
Ce moteur fut développé en 18 cylindres à la fin de la guerre pour donner naissance à la famille Ha-104 et Ha-214.

## Variantes
- MK4A Kasei 11, MK4BKasei 12, MK4EKasei 15 : 1530 ch
- MK4D Kasei 14 : équipé d'arbres pour hélices contra-rotatives
- MK4P Kasei 21 : 1850 ch
- MK4T Kasei 25 : 1830 ch

## Avions équipés
- Kawanishi E15K
- Kawanishi H8K
- Kawanishi N1K
- Mitsubishi G4M
- Mitsubishi J2M
- Mitsubishi Ki-21
- Nakajima B6N
- Nakajima G5N
- Yokosuka P1Y